# Éric Moussambani
Éric Moussambani Malonga (* 31. Mai 1978) ist ein äquatorialguineischer Freistilschwimmer, der durch seine Leistung bei den Olympischen Sommerspielen 2000 in Sydney bekannt wurde: Er schwamm die 100 Meter Freistil in einer Zeit von 1:52,72 Minuten und benötigte damit etwa doppelt so viel Zeit wie der spätere Olympiasieger Pieter van den Hoogenband.

## Karriere
Während der Olympischen Sommerspiele 2000 in Sydney erregte Moussambani Aufsehen, als er die 100 Meter Freistil in einer Zeit von 1:52,72 Minuten schwamm, was mehr als die doppelte Weltrekordzeit und sogar mehr als der Weltrekord über die doppelte Strecke, über 200 Meter, bedeutete. Moussambani hatte sein Startrecht bei den Olympischen Spielen über eine Wildcard des Internationalen Olympischen Komitees erhalten, mit der Sportler aus kleineren Sportnationen eine Möglichkeit zur Teilnahme an den Spielen erhalten sollten, ohne die Qualifikationsnormen erfüllen zu müssen.
Im Vorlauf sollte Moussambani gegen den Nigrer Karim Bare und den Tadschiken Farkhod Oripov antreten. Nachdem diese jedoch wegen eines Fehlstarts disqualifiziert wurden, bestritt Moussambani seinen Wettkampf alleine. Da sich allerdings nur 16 Schwimmer für das Halbfinale qualifizieren konnten, schied er als 71. und damit letzter aus. Im Schlussteil des Wettkampfes kämpfte Moussambani mit sich selbst und schaffte es schließlich nach 1:52,72 Minuten ins Ziel. Nach dem Rennen sagte er, dass die letzten 15 Meter für ihn recht schwierig gewesen seien.
Erst acht Monate vor den Olympischen Spielen hatte Moussambani Schwimmen gelernt. Bevor er nach Sydney kam, hatte er noch nie ein 50-Meter-Becken gesehen. In seinem Heimatland hatte er sein Training stets in einem 15-Meter-Becken absolviert. Außerdem wird berichtet, er habe in Ermangelung eines Großbeckens in Flüssen und anderen offenen Gewässern trainiert.
Eine Teilnahme an den Olympischen Sommerspielen 2004 in Athen wurde ihm wegen Visaproblemen verweigert, obwohl er seine Bestzeit auf unter 57 Sekunden gesteigert hatte. Ebenso nahm er an den Olympischen Sommerspielen 2008 in Peking nicht teil.
Zu den Olympischen Sommerspielen 2012 in London war Moussambani als Nationaltrainer seines Landes tätig, jedoch konnte sich keiner seiner Sportler für die Spiele qualifizieren.